# Stella (Olaszország)
Stella (ligur nyelven A Steja) település Olaszországban, Liguria régióban, Savona megyében. Lakosainak száma 2971 fő (2023. január 1.). Stella Albisola Superiore, Celle Ligure, Pontinvrea, Sassello és Varazze községekkel határos.

## Népesség
A település lakossága az elmúlt években az alábbi módon változott:
| Lakosok száma | 3030 | 3006 | 2971 |
|               | 2017 | 2018 | 2023 |